# Microeconomia
La microeconomia è la branca dell'economia politica che studia il comportamento dei singoli agenti economici innanzitutto, e in secondo luogo delle imprese, nel prendere decisioni riguardanti l'allocazione di risorse scarse e le interazioni tra questi agenti economici.
La microeconomia si concentra sullo studio di singoli scenari, mercati o industrie, a differenza della macroeconomia, che invece studia l'economia nazionale e internazionale nel suo complesso. 
Assieme alla macroeconomia, costituisce il macro-insieme dell'economia politica.

## Descrizione

### Ipotesi alla base del comportamento del consumatore
La teoria microeconomica, nella sua versione basilare, pone alla base della sua analisi due ipotesi fondamentali più una accessoria:
1. Completezza: il consumatore, se posto di fronte alla scelta tra due panieri di beni (es: X e Y), sa sempre dire quale dei due preferisce o se gli sono indifferenti;
2. Transitività: avendo date quantità di tre beni X, Y e Z, se il consumatore preferisce una unità di X a una unità di Y e una unità di Y a una unità di Z, allora preferirà naturalmente anche una unità di X a una di Z.
3. Monotonia (o non sazietà): il consumatore è via via più soddisfatto se consuma panieri che hanno la stessa quantità del bene X e una quantità via via maggiore del bene Y.
4. Continuità: le curve di indifferenza (ossia gli insiemi dei panieri tra cui il consumatore è indifferente) sono funzioni continue.
5. Convessità (stretta): dato un paniere X', l'insieme dei panieri X preferiti a X' è strettamente convesso.

La teoria della preferenza rivelata propone di ottenere le preferenze del consumatore osservando il suo comportamento.

### Differenze con la macroeconomia
La macroeconomia, invece, altra grande branca della teoria economica, si occupa delle grandezze economiche cosiddette 'aggregate', come, per esempio, il livello e il tasso di crescita del prodotto nazionale, i tassi di interesse, la disoccupazione e l'inflazione, le quali dipendono in qualche modo dalla 'somma' delle grandezze microeconomiche ovvero dai comportamenti microeconomici globali dei consumatori. La filosofia di fondo è dunque quella del riduzionismo classico: il sistema economico globale è descritto a partire dalla somma delle azioni o comportamenti dei singoli consumatori.
Il confine tra la microeconomia e la macroeconomia è diventato negli ultimi anni sempre meno netto. Il motivo principale è dovuto al fatto che anche la macroeconomia ha a che fare con l'analisi dei mercati. Per capire come funzionano, infatti, è necessario comprendere prima di tutto il comportamento dei singoli operatori che costituiscono questi mercati. Quindi i macroeconomisti sono diventati sempre più attenti ai fondamenti microeconomici dei fenomeni economici aggregati.

### Uso e limiti della teoria microeconomica
L'economia si occupa della spiegazione e della previsione dei fenomeni osservati. La spiegazione e la previsione sono fondate su teorie, le quali servono a spiegare i fenomeni osservati, in termini di un insieme di regole e di ipotesi di base. La teoria dell'impresa, per esempio, nasce da una semplice ipotesi: le imprese cercano di massimizzare il profitto (anche se in alcuni particolari mercati non è sempre così: per esempio secondo la teoria di Baumol in mercati monopolistici le imprese potrebbero perseguire il fine di massimizzare i ricavi totali, mantenendo il pareggio di bilancio del profitto come semplice vincolo sotto cui non eccedere). La teoria utilizza questa ipotesi per spiegare come le imprese scelgono l'ammontare di forza lavoro, di capitale e di materie prime da usare per la produzione, così come le quantità di beni da produrre. Questa teoria serve anche a spiegare in che modo queste scelte dipendono dai prezzi dei fattori produttivi e qual è il prezzo che le imprese sono in grado di ottenere per i loro prodotti.
Le teorie economiche servono anche da presupposto per fare previsioni. Quindi, la teoria dell'impresa ci dice se il livello di produzione di un'impresa aumenterà o diminuirà in seguito ad un aumento dei salari o a una diminuzione del prezzo delle materie prime. Utilizzando tecniche statistiche ed econometriche, la teoria può dunque essere usata per costruire modelli, sui quali poi basare previsioni di tipo quantitativo. Un modello è una rappresentazione di tipo matematico, fondato sulla teoria economica di un'impresa, di un mercato, o di qualche altro tipo di entità economica.
Nessuna teoria è perfettamente corretta. Ognuna parte da assunzioni di base o da approssimazioni più o meno ragionevoli o realistiche della realtà. L'utilità e la validità di una teoria dipendono dalla capacità che essa ha di spiegare e prevedere l'insieme dei fenomeni reali che si vogliono studiare. Dato questo obiettivo, le teorie sono continuamente messe a confronto (testate) con le osservazioni della realtà; in seguito a questo confronto, esse sono spesso soggette a modifica e riformulazione, e a volte anche al rigetto. Il processo di verifica e riformulazione è di primaria importanza per lo sviluppo dell'economia come scienza. Per valutare una teoria, è importante tenere presente che essa è necessariamente imperfetta.

### Analisi positiva e analisi normativa
La microeconomia dà risposta a diversi interrogativi siano essi di natura positiva o di natura normativa. Gli interrogativi di natura -positiva- hanno a che fare con la spiegazione e la previsione, mentre le questioni di natura -normativa- riguardano ciò che dovrebbe essere.
Le teorie nascono per spiegare i fenomeni, vengono confrontate con l'osservazione e sono utilizzate per costruire modelli su cui basare le previsioni. L'uso della teoria economica per formulare previsioni è importante sia per i manager delle imprese sia per le politiche economiche pubbliche. A volte si vuole andare oltre la spiegazione e la previsione per porsi domande del tipo: «Che cosa sarebbe meglio fare?». È questo il campo dell'analisi normativa, anch'essa importante sia per i manager d'impresa sia per coloro che devono prendere decisioni di politica economica. L'analisi normativa non si occupa soltanto delle diverse opzioni di politica economica, ma riguarda anche l'implementazione delle politiche prescelte. Questa analisi è spesso accompagnata da giudizi di valore. Ogni volta che sono necessari giudizi di valore, la microeconomia non è in grado di dirci quale sia la soluzione migliore, ma può chiarire i vari trade-off (scelte alternative) e aiutare quindi a individuare i problemi e a mettere a fuoco i termini della questione.

### Sottodiscipline
- Teoria del consumatore: legge di Gossen, utilità (economia), utilità marginale, curve di indifferenza, funzioni di domanda, elasticità, surplus del consumatore, teoria della preferenza rivelata, indice del costo della vita, teoria dell'utilità attesa, paradosso di Allais, paniere di beni e servizi.
- Teoria della produzione: funzione di produzione, economia di scala, produttività marginale, isocosto, elasticità di sostituzione, la funzione di costo, costo marginale
- Teoria dei mercati (concorrenza perfetta): domanda e offerta, equilibrio, ciclo del maiale
- Teoria dei mercati (concorrenza monopolistica): monopolio, duopolio (modelli di Cournot, Bertrand, Hotelling, Stackelberg), oligopolio (generalizzazione del modello di Cournot, modello di Salop)
- Equilibrio economico generale: scatola di Edgeworth, esistenza, unicità e stabilità
- Ottimo economico: ottimo paretiano, efficienza della concorrenza perfetta, funzione di utilità sociale (teorema dell'impossibilità di Arrow), teoremi dell'economia del benessere
- Esternalità e beni pubblici: teorema di Samuelson, teorema di Coase, modello di Lindahl, rivelazioni delle preferenze (Clarke, Groves)
- Economia dell'informazione: azzardo morale, asimmetria informativa, selezione avversa, il mercato dei limoni, modello di Spence, modello principale-agente